# Pjat nevest
Pjat nevest (russisk: Пять невест) er en russisk spillefilm fra 2011 af Karen Oganesjan.

## Medvirkende
- Jelizaveta Boyarskaja som Zoja
- Aleksej Dmitrijev som Jegor
- Andrej Fedortsov
- Marina Golub som Galina
- Michael Gor som Kuzitjev